# 猫が教えてくれたこと
『猫が教えてくれたこと』（原題：Kedi）は、2016年のトルコのドキュメンタリー映画。イスタンブールに暮らす7匹の野良猫とその周りの人々を題材にしている。原題の「Kedi」はトルコ語で「ネコ」という意味の単語。

## 評価
本作はタイムによる2017年のトップ10の一つに選ばれている。

## 日本での放送
2020年2月22日にBSテレビ東京で放送された際、劇場公開やソフト発売時に制作されなかった日本語吹替版が新たに制作され、ナレーションには俳優の田中要次が起用された。